# 博雷利公園

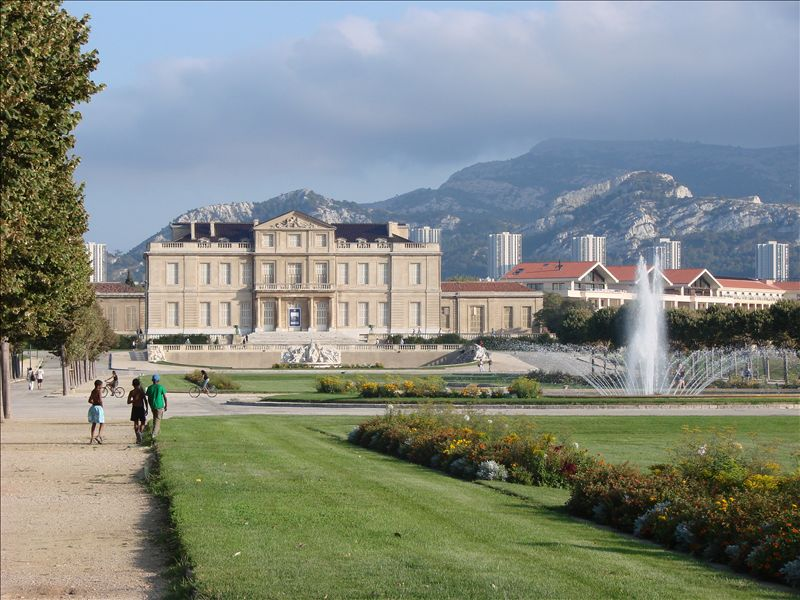
博雷利公園

博雷利公園（法語：Parc Borély）是位於法國城市馬賽的一座公園。是法國文化部列出的法國著名園林之一。公園內有三個不同類型的花園。在1880年至1915年期間，博雷利公園曾經是一座植物園。2002年，公園和地中海之間修建了長廊。